# Studio (musica)
In musica uno Studio (noto anche con il nome francese di Étude) è una breve composizione musicale, concepita a scopo didattico, che serve a esercitare un particolare aspetto della tecnica di un qualunque strumento musicale (ad esempio le scale musicali, la diteggiatura per pianoforte o chitarra, il legato, lo staccato, gli arpeggi, le ottave, i trilli), ma con un significato musicale che trascende la meccanica ripetizione in formule. Il termine entrò nell'uso agli inizi del sec. XIX; lo si trova in raccolte pianistiche di A. Reicha (1801) e J.B. Cramer (1804).

Gli studi sono spesso raccolti in metodi.

## Storia
I primi studi per strumenti a tastiera vennero composti da Muzio Clementi tra il 1817 e il 1826; sono 100 esercizi nominati Gradus ad Parnassum.

Altri studi furono composti da Carl Czerny, ma fu Fryderyk Chopin che li trasformò in una vera e propria composizione "da concerto", attualmente presente in quasi tutti i curriculum di pianisti di alto livello. Questi esercizi sono divisi in due opere, op. 10 e op. 25, ciascuna formata da 12 studi.
Alfredo Casella sosteneva che questi studi erano fondamentali e che dovevano essere studiati da tutti i pianisti per ottenere una tecnica infallibile.

Anche gli studi per chitarra classica di Heitor Villa-Lobos sono dei veri e propri brani da concerto di altissimo valore artistico.
Franz Liszt, noto pianista ungherese, scrisse numerosi studi tutti di carattere virtuosistico, adatti per esercitare le mani e affrontare passaggi molto difficili (nelle sue opere se ne trovano di frequente).

Parte di questi studi sono stati scritti ispirandosi ad alcuni temi dei "24 Capricci"  di Niccolò Paganini: il primo studio dei sei "grandi studi da Paganini" è detto "tremolo" come l'omonimo capriccio.

A seguire lo studio detto delle "ottave", "La Campanella ", questo tratto da un rondò che conclude un concerto per violino e orchestra del violinista genovese (Concerto per violino e orchestra n. 2 op. 7), "Arpeggio", "La Caccia" e infine "Tema e Variazioni".

Ogni studio presenta una precisa difficoltà che verrà affrontata durante l'assimilazione del brano.
Il primo studio è dedicato alla mano sinistra, che dovrà eseguire costantemente un trillo (tremolo) e contemporaneamente recitare il tema del brano.
Il secondo esercizio sfrutta l'articolazione del polso per elasticizzarlo e renderlo più sciolto possibile (nella tecnica pianistica l'utilizzo del polso è particolarmente utilizzato per eseguire le ottave).
Il terzo grande studio (di particolare bellezza) è uno dei più impegnativi: diviso in quattro sezioni, presenta più difficoltà tecniche, dal salto di parecchi tasti, all'esecuzione di scale cromatiche ascendenti e discendenti.

Il quarto studio esercita entrambe le mani facendoli eseguire una serie di arpeggi dalle note più gravi a quelle più acute. Il quinto studio, detto "La caccia", vuole dipingere una giornata di caccia accompagnata da un flauto e un corno, probabilmente in una zona orientale dell'Ungheria (Regioni Szolnok, Békés, Szabolcs) zona nativa del musicista.
Questo è l'esercizio più facile dal punto di vista tecnico.

Il sesto e ultimo studio riprende precisamente il tema con variazioni dell'ultimo capriccio di Paganini: è un ottimo esercizio per la coordinazione mano destra - mano sinistra.

## Lista di autori di studi
- Fryderyk Chopin, 27 studi: 12 studi op. 10, 12 studi op. 25, 3 studi op. postuma (pianoforte)
- Charles Henri Valentin Alkan, 24 studi nelle tonalità maggiori e minori, op. 35 e op. 39 (pianoforte)
- Muzio Clementi, 100 studi "Gradus ad Parnassum"  (pianoforte)
- Karl Czerny, Vari studi  (pianoforte)
- Claude Debussy, 12 studi  (pianoforte)
- Rodolphe Kreutzer, 42 studi  (violino)
- Franz Liszt, 3 studi da concerto (op. 144), 2 studi da concerto (op. 145), 6 studi " Da Paganini ", 12 studi di esecuzione trascendentale (pianoforte)
- Edward Alexander MacDowell, 6 studi (pianoforte)
- Moritz Moszkowski, 15 studi (pianoforte)
- Sergej Rachmaninov, 17 studi: 8 studi op. 33, 9 studi op. 39 (pianoforte)
- Robert Schumann, 6 studi da Paganini  (pianoforte)
- Alexander Scriabin, 26 studi  (pianoforte)
- György Ligeti, 3 Libri di studi (pianoforte)
- Kaikhosru Shapurji Sorabji, 100 studi d'esecuzione trascendentale (pianoforte)